# Elfstedenronde
L'Elfstedenronde, coneguda també com a Ride Bruges, Bruges Cycling Classic o Tour de las Onze viles, és una cursa ciclista belga d'un sol dia que es disputa als voltants de Bruges. Creada el 1943, no es va disputar el 1944, entre 1975-1986 i entre 1990-2016. El 2017 es recuperà amb el nom de Bruges Cycling Classic, formant part de l'UCI Europe Tour, amb una categoria 1.1. El 2018 recuperà el nom original.

## Palmarès
| Any                                           | Vencedor             | Segon                                | Tercer                   |         |
| --------------------------------------------- | -------------------- | ------------------------------------ | ------------------------ | ------- |
| Elfstedenronde                                |                      |                                      |                          |         |
| 1943                                          | André Declerck       | Jef Moerenhout                       | Richard Depoorter        |         |
| 1944 No disputada                             |                      |                                      |                          |         |
| 1945                                          | André Maelbrancke    | Marcel Rijckaert                     | Jef Moerenhout           |         |
| 1946                                          | Sylvain Grysolle     | Albert Sercu                         | Jef Moerenhout           |         |
| 1947                                          | Désiré Keteleer      | Gustaaf Van Overloop Valère Ollivier |                          |         |
| 1948                                          | August Van Gaever    | Maurice-andré Deschacht              | René Oreel               |         |
| 1949                                          | Julien Ardijns       | Albert Ramon                         | Gustave Dillis           |         |
| 1950                                          | Georges Desplenter   | René Janssens                        | Lode Wouters             |         |
| 1951                                          | Marcel Kint          | Julien Van Dijcke                    | Wout Wagtmans            |         |
| 1952                                          | Hilaire Couvreur     | Juul Huvaere                         | Edward Peeters           |         |
| 1953                                          | Marcel Rijckaert     | Gerard Buyl                          | Henri Denys              |         |
| 1954                                          | Hilaire Couvreur     | Roger Decock                         | Lucien Mathys            |         |
| 1955                                          | Karel De Baere       | René Mertens                         | Joseph Plas              |         |
| 1956                                          | Marcel Rijckaert     | René Mertens                         | Lucien Mathys            |         |
| 1957                                          | André Noyelle        | Gilbert Scodeller                    | Henri Denys              |         |
| 1958                                          | Gabriel Borra        | Piet Oellibrandt                     | Georges Decraeye         |         |
| 1959                                          | Maurice Meuleman     | Léon Van Daele                       | Jan Van Gompel           |         |
| 1960                                          | Joop Captein         | Frans Aerenhouts                     | Antoon van der Steen     |         |
| 1961                                          | Rik Van Steenbergen  | Gustaaf Van Vaerenbergh              | Jos Hoevenaers           |         |
| 1962                                          | Emile Severeyns      | Norbert Coreelman                    | Julien De Pré            |         |
| 1963                                          | Peter Post           | Armand Desmet                        | Léon Van Daele           |         |
| 1964                                          | Léon Van Daele       | Alfons Hermans                       | Théo Mertens             |         |
| 1965                                          | Rik Van Looy         | Gustaaf De Smet                      | Bernard Van De Kerckhove |         |
| 1966                                          | Arthur Decabooter    | Walter Godefroot                     | Edward Sels              |         |
| 1967                                          | Guido Reybrouck      | Arthur Decabooter                    | Gustaaf De Smet          |         |
| 1968                                          | Roger Rosiers        | Willy Bocklant                       | Michel Jacquemin         |         |
| 1969                                          | Leo Duyndam          | Michael Wright                       | Eric De Vlaeminck        |         |
| 1970                                          | Daniel Van Ryckeghem | Frans Verbeeck                       | Eric De Vlaeminck        |         |
| 1971                                          | Harry Van Leeuwen    | Eddy Verstraeten                     | Noël Vantyghem           |         |
| 1972                                          | Hubert Hutsebaut     | Willy Van Neste                      | Guido Reybrouck          |         |
| 1973                                          | Patrick Sercu        | Freddy Maertens                      | Frans Verbeeck           |         |
| 1974                                          | Freddy Maertens      | Wilfried Wesemael                    | Walter Godefroot         |         |
| 1975-1986 No disputada                        |                      |                                      |                          |         |
| 1987                                          | Jos Lammertink       | Jozef Lieckens                       | Søren Lilholt            |         |
| 1988                                          | Roger Ilegems        | Jozef Lieckens                       | Frank Pirard             |         |
| 1989                                          | Rudy Patry           | Ludwig Willems                       | Rudy Verdonck            |         |
| 1990-2016 No disputada Bruges Cycling Classic |                      |                                      |                          |         |
| 2017                                          | Wout van Aert        | Mathieu van der Poel                 | Lawrence Naesen          |         |
| Elfstedenronde                                |                      |                                      |                          |         |
| 2018                                          | Adam Blythe          | Coen Vermeltfoort                    | Hugo Hofstetter          |         |
| 2019                                          | Tim Merlier          | Fabio Jakobsen                       | Jasper Philipsen         |         |
| 2020                                          | suspesa              | suspesa                              | suspesa                  | suspesa |
| 2021                                          | Tim Merlier          | Mark Cavendish                       | Sasha Weemaes            |         |
| 2022                                          | Fabio Jakobsen       | Caleb Ewan                           | Tim Merlier              |         |
| 2023                                          | Jasper Philipsen     | Caleb Ewan                           | Fabio Jakobsen           |         |
| 2024                                          | Alexander Kristoff   | Jarne Van De Paar                    | Pierre Barbier           |         |
| 2025                                          |                      |                                      |                          |         |